# Ван Сяньчжи (повстанець)
Ван Сяньчжи(кит. 王仙芝, піньїнь Wang Xianzhi; помер в 878) — один з ключових ватажків антивладного повстання в Китаї за часів правління імператора Сі-цзуна династії Тан (так звана Селянська війна 874—884), а також контрабандистом солі (уряд династії Тан мав встановлену монополію на продаж солі). Хоча повстання під проводом Ван Сяньчжи та його однодумців не увінчалося успіхом, воно значно ослабило танську династію і поклало початок її падінню.

## Походження
Ван Сяньчжи походив з префектури Пу (濮州, сунчасний Пуян, провінція Хенань) і, як і його майбутній союзник Хуан Чао був контрабандистом солі. Про ранні етапи біографії, а також соціальне походження Ван Сяньчжи в джерелах згадок немає, проте добре відома його «професійна» діяльність часів повноліття: за даними пінхуа він заробляв на життя «контрабандною торгівлею сіллю», тобто протизаконним, але надзвичайно прибутковим бізнесом. Залишається питання тільки про бандитський масштаб Ван Сяньчжи, але на цей аспект проблеми однозначну відповідь дає офіційна хроніка «Сінь Тан шу», де говориться прямим текстом, що коли «другого року правління Цяньфу (874—875 р.) відомий бучжоуський розбійник Ван Сяньчжи підняв заколот, …у нього була банда з трьох тисяч людей». Тут варто додати, що для здійснення такої протизаконної торгівлі сіллю необхідно мати доволі численну та добре організовану інфраструктуру таємних виробників, складів, куплених та корумпованих чиновників, оптових і роздрібних кримінальних торговців, бойовиків для захисту «бізнесу» від конкурентів і армійсько-поліцейських переслідувань тощо. Ван Сяньчжи належав до таких, тобто до еліти кримінального світу, був бандитом найвищого розмаху і, явно, відповідної жорстокості та кривавості. Тому й контролював не менше семи банд (очолюваних Шан Цзюньчжаном, Чай Цунєм, Бі Шидо, Цао Щиюном, Лю Яньчжаном, Лю Ханьхуном і Лі Чжунба) по всій провінції Хенань

## Початок повстання
Ван Сяньчжи почав свою повстанську діяльність в 874 році в Чанюань (長垣, сучасний Сіньсян, провінція Хенань), в часи, коли країна піддалася серйозним природним навалам — повені, на зміну яким прийшли посухи, сильно вдарили по територіям на схід від перевалу Хангу (сучасні провінції Хенань, Шаньдунь та Хебей). Імперський уряд не прийняв належних дій для допомоги людям в постраждалих регіонах, чиновники вимагали з цих територій такий же розмір податку до сплати, як і в попередні роки. Китайські джерела розповідають нам, що приводом для початку своєї повстанської діяльності для Ван Сяньчжи став провал на екзаменах цзіньши (наступний з ряду чиновницьких ступенів) через корумпованість системи. Ван мав перший, найнижчий ступінь — сюцай. Разом з іншими сюцаями-невдахами він почав нарікати на імператорський двір, за те, що на екзаменах у Чан'ані відбирають лише синків та братів впливових людей. А коли на країну напала сарана, і в Піднебесній почався голод, вони підбили народ в округах Юньчжоу, Цаочжоу  та Пучжоу підняти бунт.
Спочатку загін Ван Сяньчжи налічував всього лише тисячу чоловік (як вже зазначалося раніше — цей кістяк склали люди, задіяні в сфері його професійної діяльності, а простіше — бандити), але після захоплення ним та його союзником Шан Цзюньчжаном міст Пу і Цао їх сили швидко збільшилися до десятків тисяч чоловік, тому коли військовий губернатор (цзєдуші) округу Тяньпін (天平), Сюе Чун (薛崇) спробував перехопити загони Вана, той з легкістю переміг. У той самий час Хуан Чао, родом з Юанью (冤句), теж розпочав повстання, і двоє об'єднали свої сили.
Повстання, кероване Ван Сяньчжи та Хуан Чао, являло собою добре підготовлений та організований лідерами тогочасного кримінального світу антидержавний заколот. «Його учасники мали конкретну програму дій, яка передбачала формальне збереження існуючої імператорської династії Тан, поголовне винищення всіх чиновників і тотальне знищення усіх китайських міст, що символізували в очах селянства ненависну регіональну систему влади та були, з точки зору більшості сільських виробників, скупченням дармоїдів, яких село змушене чомусь годувати без будь-якої для нього користі й потреби». Саме під цими гаслами йшли повстанці від перемоги до перемоги, саме заради втілення в життя цих ідей до мафіозних організаторів означеного повстання приєдналися до 600 тисяч селян.
Наприкінці 875 Ван Сяньчжи пішов на префектуру І (沂州). Сон Вей (宋威), військовий губернатор округу Пхінлу (平盧), добровільно зголосився очолити армію для придушення повстання, тодішній імператор, Сі-цзун, схвалив цю пропозицію і поставив Сона на чолі операції по придушенню повстання, роблячи його командувачем не лише військами свого округу, а й багатьох інших.
Влітку 876 війська Сона зійшлися з повстанцями в префектурі І. Повстанці були розгромлені, а Сон вислав імператору доповідь, що Ван Сяньчжи було вбито в бою. У відповідь імператор видав наказ про демобілізацію війська. Проте кілька днів потому надійшли повідомлення, що Ван Сяньчжи вижив. Війська було знову мобілізовано, що сильно розгнівало та здеморалізувало солдат. Ван вирушив до префектури Ру (汝州, сучасний Чжумадянь, Хенань). Імператор наказав генералам Цуй Аньцяню (командувач в Чжун'у), Цзен Юанью, Цао Сяну та Лі Фу перехопити Вана, проте Ван швидко захопив префектуру Ру та взяв її префекта Вана Ляо (王鐐), молодшого брата тодішнього першого канцлера Вана Дуо, в полон. Захоплення Вана Ляо справило сильне враження на населення і люди в масовому порядку почали тікати з східної столиці (Лоян). Імператор спробував умиротворити Вана та Шана, пропонуючи їм імперські посади, проте вони не надали відповіді. Вони здійснили напад на префектуру Чжен (鄭州, сучасний Чженчжоу, Хэнань), але були відбиті євнухом Лей Іньфу (雷殷符) і подалися на південь, здійснивши напади на префектури Тан (唐州, сучасний Чжумадянь) та Ден (鄧州,сучасний Наньян, Хенань). Після він продовжив здійснювати набіги на різноманітні префектури округу.

## Перемовини з імперським урядом
На початку 877 року Ван Сяньчжи почав напад на префектуру Ци (蘄州, сучасний Хуанган, Хубей). У цей час Ван Ляо писав листи від імені Ван Сяньчжи до Пей Во (裴偓), префекта Ци, котрий підтримував тісні контакти з Ваном Дуо (той завдячував йому своєю посадою). У результаті цього Ван Сяньчжи і Пей домовилися про тимчасове перемир'я, а Пей намагався переконати Вана здатися імперському уряду Танів за умови, що його помилують і нададуть посаду. Він навіть запросив Ван Сяньчжи, Хуан Чао та ще близько 30 їх послідовників до міста, де влаштував для них бенкети. Потім Пей відправив клопотання до імператора з проханням надати Ван Сяньчжи посаду.
Коли новини з префектури Ци дійшли до імператорського двору, більшість канцлерів негативно поставилися до пропозиції помилування, аргументуючи це попереднім досвідом батька імператора Сі-цзуна, імператора І-цзуна, котрий відмовився дарувати помилування ватажку повстання Пан Сюню і зрештою зміг перемогти його, а також тим що помилування Ван Сяньчжи стимулюватиме подальші заколоти. Проте, Ван Дуо наполягав на прийнятті цієї пропозиції і в кінцевому рахунку імператор погодився та видав указ про надання Ван Сяньчжи звання офіцера (яя — офіцерський чин середнього рівня) лівого крила двірцевої варти та посади імперського цензора. Коли гонець зі звісткою прибув до префектури Ці, Ван Сяньчжи спочатку дуже зрадів і хотів з поклоном прийняти повеління імператора. Проте, це розізлило Хуан Чао, котрий не отримав жодної посади, у гніві, він накричав на Ван Сяньчжи, сказавши, що якщо той прийме помилування, це означатиме зраду своїх людей. Кинувшись з кулаками на Ван Сяньчжи, він розбив йому голову. Їх послідовники в обуренні теж підняли галас. В страху за своє життя Ван Сяньчжи відмовився від помилування. Його армія продовжила грабунок префектури Ци. Пей Во зумів втекти, а Ван Ляо був знову схоплений. Після цього інциденту, однак, Ван Сяньчжи та Хуан Чао на деякий час розійшлись.
Навесні 877 Ван Сяньчжи взяв під контроль префектуру Е (鄂州, сучасний Ухань, Хубей). Потім він повернувся на північ, знов об'єднавши сили з Хуан Чао, і вони оточили Сон Вея в префектурі Сон (宋州,сучасний Шанціу, Хенань). Тільки після того як на допомогу Сон Вею прийшов імперський генерал Чжан Цзимянь (張自勉), повстанці відступили. Після цього Ван Сяньчжи відправився на південь, захопивши там префектури Ань (安州,сучасний Сяогань, Хубей) та Суй (隨州, Сучасний Суйчжоу, Хубей), а після — здійснив напади на Фу (復州, сучасний Тяньмень, Хубей) та Ін (郢州, сучасний Цзінмень, Хубей).
Проте, переговори між Ван Сяньчжи та імперських урядом незабаром знову відновилися, коли Ян Фугуан, євнух генерал армії Цзен Юаньюя, знову запропонував йому імперську посаду в разі складення зброї. Переговорили досягли таких стадій, що Ван Сяньчжи послав Шана Цзюньчжана особисто зустрітися з Яном для обговорення деталей. Але по дорозі до табора Яна, Сон Вей влаштував засідку на Шана та схопив його, написавши в доповіді, що він захопив його в бою. Нехважаючи на доповідь Яна, котра пояснювала правдиві обставини захоплення Шана, його було страчено, на цьому перемовини Ван Сяньчжи з урядом закінчились.

## Поразка та смерть
Наприкінці 877, Ван Сяньчжи рушив на південь і взяв Цзянлін, столицю округу Цзіннань (荊南) в облогу. Він заскочив тамошнього військового губернатора, Ян Чжівеня (楊 知 溫), і мало не захопив місто. Проте Лі Фу, тодішній очільник округу Східного Шаньнаню, послав свої війська на допомогу і Ван полишив облогу Цзянлін.
Незабаром після цього, Цзен Юаньюй здобув велику перемогу над Ван Сяньчжи трохи східніше префектури Шень (申 州, в сучасному Сіньян, Хенань). Саме ця перемога нібито переконала імператорський уряд змістити Сон Вея з посади головнокомандувача і призначити на його місце Цзена, з Чжан Цзімянєм в ролі його заступника. Пізніше, навесні 878, Цзен здобув ще одну перемогу в Хуанмей (黃梅, в сучасному Хуанган), де Ван був убитий в бою. Голова Вана була доставлена в Чан-ань і представлена імператору Сі-цзуну. Послідновник Вана, Шан Жан (брат Шан Цзюньчжана), зібравши залишки сил Вана, приєднався до Хуан Чао.